# Панспермия

Изображение кометы, переносящей бактериальную форму жизни из космоса на Землю

Пансперми́я (др.-греч. πανσπερμία — смесь всяких семян, от πᾶν (pan) — «всё» и σπέρμα (sperma) — «семя») — гипотеза о возможности переноса живых организмов или их зародышей через космическое пространство (как с естественными объектами, такими как метеориты, астероиды или кометы, так и с космическими аппаратами). Следствием этой гипотезы является предположение о зарождении жизни на Земле в результате занесения её из космического пространства.
В основе данной гипотезы лежит предположение о том, что микроскопические формы жизни, такие как экстремофилы, могут пережить воздействие условий космического пространства. Оказавшись в космосе (например, в результате столкновений между планетами, на которых существует жизнь, и малыми космическими телами), такие организмы долгое время находятся в неактивной форме, пока не попадут на другую планету или не смешаются с веществом протопланетных дисков. Если они окажутся в подходящих условиях, жизненная активность может возобновиться, следствием чего будет являться размножение и появление новых форм организмов. Эта гипотеза не объясняет происхождение жизни во Вселенной, а затрагивает лишь возможные пути её распространения.
Схожей является гипотеза о псевдопанспермии (также получившая название «мягкая панспермия» или «молекулярная панспермия»), согласно которой космическое происхождение имеют органические молекулы, на основе которых на поверхности Земли в процессе абиогенеза произошло зарождение жизни. В настоящее время установлено, что в облаках межзвёздного газа и пыли существуют условия для синтеза органических соединений, которые обнаруживаются в них в существенных количествах.
Хотя возможность переноса живых организмов через космическое пространство (например, в результате микробного загрязнения космических аппаратов) в настоящее время рассматривается как вполне реальная, не имеется никаких общепринятых свидетельств того, что процессы панспермии действительно имели место в истории Земли или Солнечной системы.

## Возникновение гипотезы и её развитие
Первое известное упоминание термина относится к сочинениям греческого философа Анаксагора, жившего в V веке до нашей эры. В более научной форме предположения о возможности переноса жизни через космическое пространство были высказаны Якобом Берцелиусом (1834), Германом Эбергардом Рихтером (1865), У. Томсоном (лорд Кельвин) (1871) и Г. Гельмгольцем(1879). Детально данная гипотеза была обоснована в трудах Сванте Аррениуса (1903), который обосновал путём расчетов принципиальную возможность переноса бактериальных спор с планеты на планету под действием давления света.
Наиболее влиятельными сторонниками гипотезы были Фред Хойл (1915—2001) и Чандра Викрамасингхе (род. 1939). В 1974 году ими была предложена гипотеза, согласно которой космическая пыль в межзвёздном пространстве в основном состоит из органических веществ, что позже было подтверждено наблюдениями.
Не остановившись на этом, Хойл и Викрамасингхе выдвинули предположение о том, что живые организмы продолжают поступать из космоса в атмосферу Земли, вследствие чего возникают эпидемии, появляются новые заболевания и создаются условия для макроэволюции.
Хотя вышеуказанные предположения выходят за рамки общепринятых представлений о жизни во Вселенной, имеются определённые экспериментальные свидетельства того, что живые организмы в неактивном состоянии способны в течение довольно длительного времени переносить условия открытого космоса.

## Аргументы
Начиная с начала 60-х годов XX века в научных журналах стали появляться статьи об обнаружении в некоторых метеоритах структур, напоминающих отпечатки одноклеточных организмов, а также о случаях детектирования в их составе сложных органических молекул. Однако факт их биогенного происхождения другими учёными активно оспаривался.
В пользу нехимического возникновения жизни свидетельствует тот факт, что в химически синтезированных молекулах количества правых и левых изомеров приблизительно равны, тогда как в живых организмах синтезируется только один изомер. (Хиральная чистота биологических молекул считается одной из фундаментальнейших характеристик живого).
В 2001 году, предположительно после взрыва метеорита в атмосфере, на территории южного индийского штата Керала выпадали странные осадки — так называемый красный дождь. В ноябре 2001 года уполномоченный правительством Индии Отдел науки и технологий, CESS и TBGRI рапортовали о том, что дожди Кералы были окрашены спорами широко распространённых в данной местности эпифитных зелёных водорослей, принадлежащих к роду Trentepohlia и часто являющихся симбионтами лишайников.
Полученные в 2006 году результаты миссии Deep Impact по исследованию кометного вещества показали наличие в нём воды и простейших органических соединений. По мнению сторонников панспермии, этот факт указывает на кометы как один из возможных переносчиков жизни во Вселенной.
В 2014 году успешно завершился полет российского исследовательского спутника Фотон-М4, один из экспериментов которого заключался в исследовании возможности выживания микроорганизмов на материалах, имитирующих основы метеоритов и астероидов. После приземления аппарата часть микроорганизмов выжила и продолжила размножаться в земных условиях. По словам ученого, из 11 термофильных и 4 спорообразующих бактерий в условиях полета в космос и возвращения на планету выжила одна линия бактерий.
В 2014 году швейцарские и немецкие ученые сообщили о высокой устойчивости ДНК к экстремальным суборбитальным полетам и перелетам в условиях космоса. Исследование дает экспериментальное доказательство того, что генетическая информация ДНК способна выживать в экстремальных условиях космоса и после повторного входа в плотные слои атмосферы Земли.
В 2019 году ученые заявили об обнаружении в метеоритах молекулы различных сахаров, включая рибозу. Это открытие подтверждает принципиальную возможность того, что химические процессы в космосе могут производить некоторые необходимые биоингредиенты, важные для возникновения жизни, и косвенно поддерживает гипотезу мира РНК. Таким образом возможно, что метеориты как поставщики сложной органики сыграли важную роль в первичном абиогенезе.
В 2020 году ученые обнаружили белок гемолитин в метеорите Acfer 086, это первый и пока единственный белок внеземного происхождения.
В этом же году (2020) ученые узнали, как земные бактерии приспосабливаются к жизни в космосе. Ученые обнаружили класс бактерий, который может выжить в чрезвычайно суровых условиях космического пространства. Спустя год работы с этими микроорганизмами, авторы исследования смогли понять, как им это удается. Это доказывает, что бактерии (в том числе и земные) могут путешествовать на значительные расстояния в космосе, и попадать на разные планеты.

## Мнения исследователей
Академик РАН А. Ю. Розанов, глава комиссии по астробиологии Российской академии наук, считает, что жизнь на Землю была занесена из космоса. В частности, он утверждает: «Вероятность того, что жизнь зародилась на Земле, настолько ничтожно мала, что это событие практически невероятно». В качестве аргументов академик приводит информацию о том, что несколько лет назад в Гренландии были найдены бактерии возрастом 3,8 миллиарда лет, в то время как нашей планете 4,5 миллиарда лет, а за такой короткий промежуток времени жизнь, по его мнению, просто не смогла бы возникнуть. Розанов утверждает, что при изучении метеорита Ефремовка и Мурчисонского метеорита, относящихся к углистым хондритам, в них, при помощи электронного микроскопа, были обнаружены ископаемые частички нитчатых микроорганизмов, напоминающих низшие грибы и сохранивших детали своего клеточного строения, а также окаменелые остатки неких бактерий. Анализировались при этом псевдоморфозы, образованные теми или иными минералами, не отличающиеся по составу от всего остального материала метеорита, а не современные или фоссилизированные остатки. Однако другие специалисты с таким выводом не согласны.
По мнению учёных Фреда Хойла и Чандры Викрамасинга, частицы межзвёздной пыли состоят из замёрзших клеток и бактерий.

## Техногенная панспермия
На основе гипотезы панспермии зародилось понятие «техногенной панспермии». Учёные опасаются, что с космическими аппаратами, отправляемыми к другим космическим объектам, мы можем занести туда земные микроорганизмы, что уничтожит местную биосферу, не позволив её изучить.

## В научной фантастике
Панспермия — популярный сюжет в научной фантастике. Попадание инопланетных спор на землю описано в романах «Вторжение похитителей тел» и «Штамм „Андромеда“» и показано в их экранизациях. Особенно популярен сюжет с целенаправленной панспермией — намеренным созданием инопланетянами жизни на Земле. Разумная панспермия упоминается или описывается в сериалах «Звёздный путь» и «Доктор Кто», фильме «Миссия на Марс», с акта намеренной панспермии начинается фильм «Прометей». Музыкальный проект Ayreon посвятил теме разумной панспермии ряд концептуальных альбомов (особенно подробно тему раскрывает 01011001). В мифологию саентологов входит придуманная фантастом Л. Роном Хаббардом история о неком инопланетянине по имени Ксену, создавшем жизнь на Земле путём панспермии.